# 제리 터커

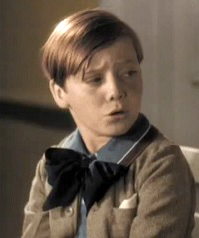

제리 터커(Jerry Tucker, 1925년 11월 1일 ~ 2016년 11월 23일)는 미국의 아역 배우, 배우, 영화배우이다.
시카고에서 태어났으며 뉴저지주에서 사망하였다.

## 영화
- 딕 트레이시 리턴즈 (1938년)
- 캡틴 재뉴어리 (1936년)
- 애니씽 고즈 (1936년)
- 제너럴 스팬키 (1936년)
- 황무지 (1935년)
- 동물원 속의 살인자 (1933년)
- 금발의 비너스 (1932년)